# I. Louis de Guise reimsi érsek
Louis de Guise, másképp Louis de Lorraine (Dampierre-en-Yvelines, 1555. július 6. – Blois, 1588. december 24.) Guise bíborosa, Reims hercegérseke, pair, a Szentlélek-rend tagja, a szélsőséges katolikus párt egyik vezetője volt a francia vallásháborúk idején. III. Henrik gyilkoltatta meg egy nappal fivére, Henri guise-i herceg után, mivel veszélyesnek érezte hatalmára nézve.
François de Guise, a kiváló hadvezér és Anne d’Este negyedik gyermeke és harmadik fia a családban szokásos módon egyházi pályára került. Már fiatalon öt gazdag apátságot kapott. 1574. december 26-án, a Guise-házat vezető nagybátyja, Charles reims-i érsek és lotaringiai bíboros halála után választották meg hercegérsekké, ami egyúttal pairi méltóságot is jelentett. Mivel még nem szentelték fel, 1575. február 13-án nem ő, hanem másik nagybátyja, Louis bíboros, metzi püspök koronázta meg III. Henriket.
XIII. Gergely pápa 1578. február 21-én nevezte ki bíborossá, de sosem utazott el Rómába, hogy elnyerje a piros föveget és a címet. 1583-ban tartományi zsinatot tartatott. V. Sixtus avignoni legátusává nevezte ki. A bíboros időközben fivére, Henri ambícióinak egyik legfőbb támogatójává, a Szent Liga egyik legagilisabb vezetőjévé vált.
1588-ban a blois-i rendi gyűlésen az egyházi rend vezetőjeként vett részt. A mind kisebb hatalmú III. Henrik nyitóbeszédét nyilvánosan merte kritizálni, mi több, visszavonatta a neki nem tetsző passzusokat. Az érsek és fivére ekkor már nyilvánvaló fenyegetést jelentett a király hatalmára nézve, aki elhatározta, hogy leszámol velük. December 23-án személyi testőrségével lekaszaboltatta a herceget, ám az érseket eleinte vonakodott meggyilkoltatni, így azt csak elfogták és egy padlásszobába zárták a királyi kastélyban. Másnap, amikor a második rend keresni kezdte vezetőjét, végül mégis a halála mellett döntött. Négy lándzsás végezte ki a francia egyház fejét, akinek holttestét elégették, hamvait pedig a szélbe szórták.
A Guise-ek és a Szent Liga ügyét Henri és Louis öccse, az elfogatástól szerencsésen megmenekült Charles, Mayenne hercege vezette a továbbiakban. III. Henrik hiába hitte, hogy legfőbb ellenfelei meggyilkolásával végre szabadon uralkodhat: az érsek halálhíréről értesülve a pápa kiközösítette, és a következő évben egy fanatikus katolikus meggyilkolta.
Louis nevű unokaöccse 1605-ben szintén elnyerte az reims-i érseki rangot, 1615-ben pedig bíborossá nyilvánították.

## Gyermeke
Nem sokkal halála előtt, 1588. december 14-én született meg Aimerie de Lescheraine-től törvénytelen fia, Louis de Guise d’Ancerville. Az ifjú a Guise-ek rokonai, a lotaringiai hercegek udvarában nőtt fel, akik 1610-ben törvényesnek ismerték el. Ancerville bárója, illetve Phalsbourg (Pfalzburg) és Lixheim hercege, Lotaringia marsallja lett. 1631-ben hunyt el.